# Charoides thysbe
Charoides thysbe är en skalbaggsart som beskrevs av Dillon 1945. Charoides thysbe ingår i släktet Charoides och familjen långhorningar.
Artens utbredningsområde är:
- Costa Rica.
- Panama.

Inga underarter finns listade i Catalogue of Life.